# Eppure soffia/È nato si dice
Eppure soffia/È nato si dice è un singolo del cantautore italiano Pierangelo Bertoli, pubblicato nell'ottobre 1977 come unico estratto dall'album Eppure soffia del 1976.

## Descrizione
Le versioni di entrambi i brani pubblicati nel singolo sono le medesime contenute nell'album pubblicato l'anno precedente, Eppure soffia. Il disco, stampato in formato 7" a 45 giri, su etichetta Ascolto, è stato distribuito in una sola edizione, con numero di catalogo 10025, con copertina generica forata al centro, ed è stato pubblicato a nome Angelo Bertoli.

### Eppure soffia
Eppure soffia  è stata scritta da Pierangelo Bertoli (testo) e Alfonso Borghi (musica). La canzone è stata pubblicata per la prima volta nell'album del 1975 di Bertoli Roca Blues. Successivamente è stata inserita come brano d'apertura dell'album successivo del 1976 Eppure soffia. Infine, solo nell'ottobre del 1977 è stato pubblicato come singolo. Eppure soffia è considerato un brano simbolo dell’impegno nella lotta all'inquinamento e a favore dell'ecologia, in difesa della natura. È una delle canzoni più ecologiste dell'intero repertorio italiano.. Il testo della canzone si scaglia contro l’inquinamento e la follia della guerra. Denuncia come l'uomo, per cupidigia e sete di potere, si stia avviando verso l’autodistruzione, creando industrie che inquinano l'ambiente e provocando guerre sempre più spietate, culminate nel ricorso alla bomba atomica, che hanno prodotto morte e distruzioni, lasciando conseguenze che ancora oggi gravano sull’uomo e sull’ambiente.. Tuttavia nel testo viene lasciato spazio anche alla speranza, grazie alla forza e alla resistenza della natura. Infatti, nonostante tutto, il vento col suo soffiare ininterrotto, "sussurra canzoni tra le foglie", "bacia i fiori", "accarezza sui fianchi le montagne e scompiglia le donne fra i capelli".

### È nato si dice
È nato si dice, pubblicata sul lato B, è un brano natalizio che nel testo racconta alcune realtà sociali

## Tracce
Lato A
1. Eppure soffia – 2:53 (testo: Pierangelo Bertoli – musica: Alfonso Borghi)

Lato B
1. È nato si dice – 3:03 (testo: Pierangelo Bertoli – musica: Alfonso Borghi)

## Crediti
- Pierangelo Bertoli – voce, chitarra
- Marco Dieci – tastiera, cori, chitarra, armonica
- Alberto Radius – chitarra
- Ernesto Massimo Verardi – chitarra
- Enzo Giuffré – chitarra
- Bruno Crovetto – basso
- Mauro Spina – batteria, percussioni
- Giuliano Salerni – tastiera

## Cover (parziale)

### Eppure soffia
- Il brano è stato inciso dagli Stadio con Angelo Branduardi nel 2005, e pubblicato nell'album ...a Pierangelo Bertoli
- Luciano Ligabue ha presentato una sua cover del brano al Live Earth nel 2007
- Luca Carboni ha incluso una propria versione della canzone nel suo album uscito il 16 gennaio 2009, Musiche ribelli.[8]

## Edizioni
- 1977 - Angelo Bertoli Eppure soffia/È nato si dice (Ascolto, 10025, 7", Italia)